# Pitta (gastronomia)

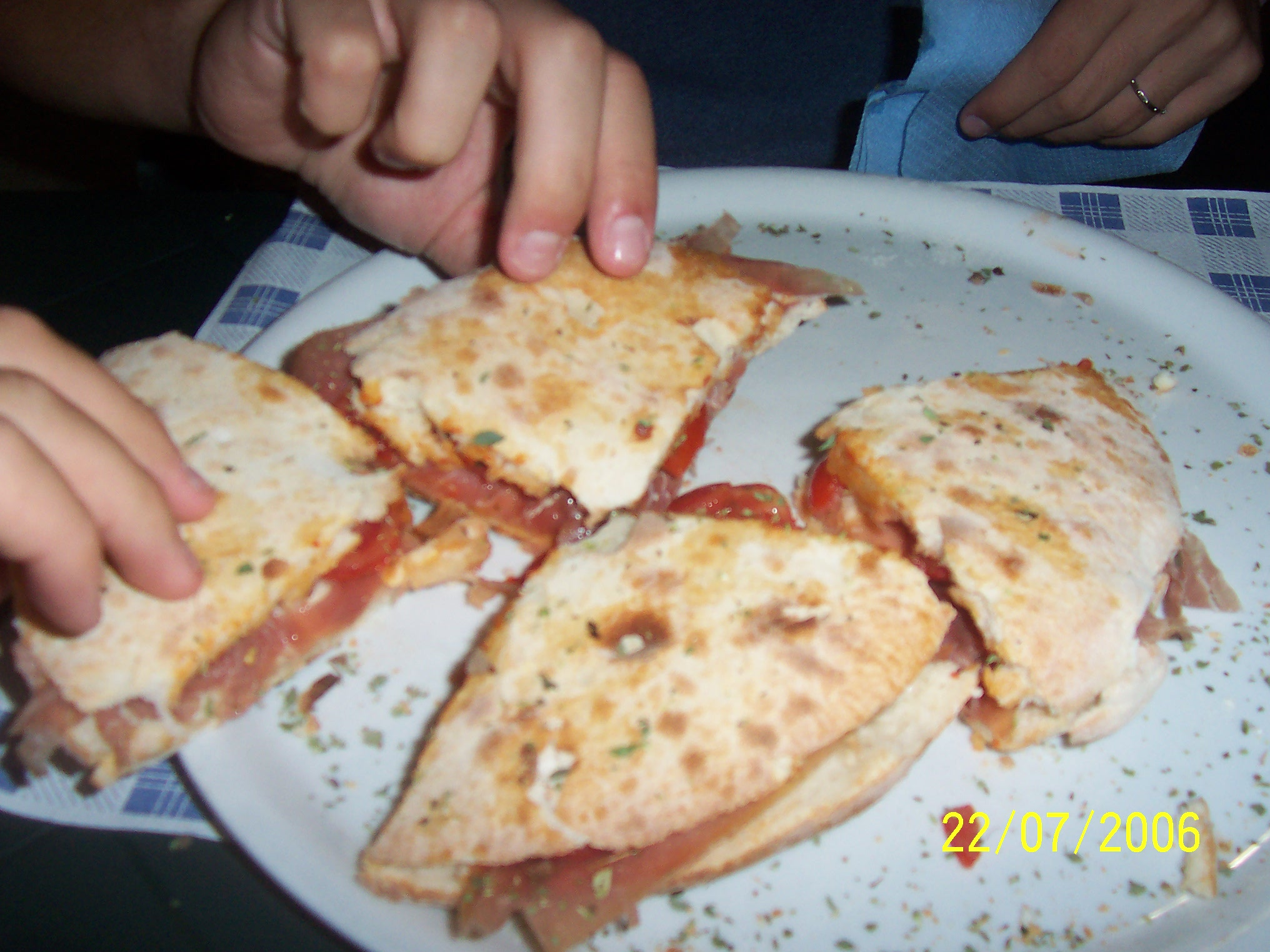
Pitta farcita

La pitta è un tipico prodotto di panetteria calabrese. La pitta generalmente è una specialità da forno (tipo una focaccia) preparata con l'impasto per il pane che accompagna tradizionalmente il Morzeddhu a la catanzarisi.
Storicamente la pitta era un prodotto secondario del forno, e ritenuto di minor pregio rispetto al pane. La pitta veniva usata per verificare se la temperatura del forno a legna fosse ottimale  per la preparazione del pane.

## Etimologia
Secondo il Rohlfs il nome deriva dal greco "πιττα" (pitta), come del resto anche la lestopitta, ancora oggi presente nell'area grecanica. Inoltre è interessante ricordare che in Grecia e nel Medio Oriente è ancora oggi presente un pane dal nome simile, la pita.

## Altri significati del termine
Il termine pitta non ha un significato univoco in tutta la regione; nelle provincie di Vibo Valentia e Reggio Calabria con pitta si intende una forma di pane "normale", tondeggiante Il prodotto con il buco al centro, da consumarsi possibilmente in giornata. In provincia di Vibo Valentia è chiamata col nome jettata, letteralmente "buttata", forse ad indicare il fatto che venisse buttata per provare il forno. In contrapposizione per quanto riguarda la durata, il prodotto a più lunga conservazione è invece il "pani tostu" (pane duro) disidratato ottenuto aprendo alcune forme di pane e lasciandole nel forno ancora caldo per una notte; così trattato esso poteva durare varie settimane e si poteva consumare bagnandolo velocemente sotto l'acqua in uno scolapasta o duro, per accompagnare salumi, formaggi, o anche come biscotto nel latte a colazione o come alimento per i bambini, se cotto ottenendo una pappa.